# Ponthieva haitiensis
Ponthieva haitiensis är en orkidéart som beskrevs av Rudolf Mansfeld. Ponthieva haitiensis ingår i släktet Ponthieva och familjen orkidéer.
Artens utbredningsområde är Haiti. Inga underarter finns listade i Catalogue of Life.